# Кіліс
Кіліс (тур. Kilis, курд. Kilîs) — місто та іл на півдні Туреччини, адміністративний центр однойменного ілу. 

## Географія
Місто розташоване за 10 км від кордону з СирієюЮ на однойменній рівнині, біля підніжжя гори Кефіз на висоті приблизно 650 метрів над рівнем моря. Площа становить 575 км².

## Клімат
У місті  середземноморський клімат, зі спекотним, сухим та довгим літом і прохолодною та дощовою зимою.
| Кліматограма Кіліса | Кліматограма Кіліса | Кліматограма Кіліса | Кліматограма Кіліса | Кліматограма Кіліса | Кліматограма Кіліса | Кліматограма Кіліса | Кліматограма Кіліса | Кліматограма Кіліса | Кліматограма Кіліса | Кліматограма Кіліса | Кліматограма Кіліса |
| --- | ------------------- | ------------------- | ------------------- | ------------------- | ------------------- | ------------------- | ------------------- | ------------------- | ------------------- | ------------------- | ------------------- |
| С | Л                   | Б                   | К                   | Т                   | Ч                   | Л                   | С                   | В                   | Ж                   | Л                   | Г                   |
| 71 10 1 | 63 12 2             | 48 16 5             | 32 22 9             | 20 27 13            | 4 33 17             | 1 37 20             | 1 37 21             | 4 32 17             | 22 26 13            | 39 18 6             | 72 12 2             |
| Середня макс. і мін. температури повітря (°C) Атмосферні опади (мм), за рік : 377 мм. Джерело: «Climate-Data.org» (англ.) |                     |                     |                     |                     |                     |                     |                     |                     |                     |                     |                     |

## Історія

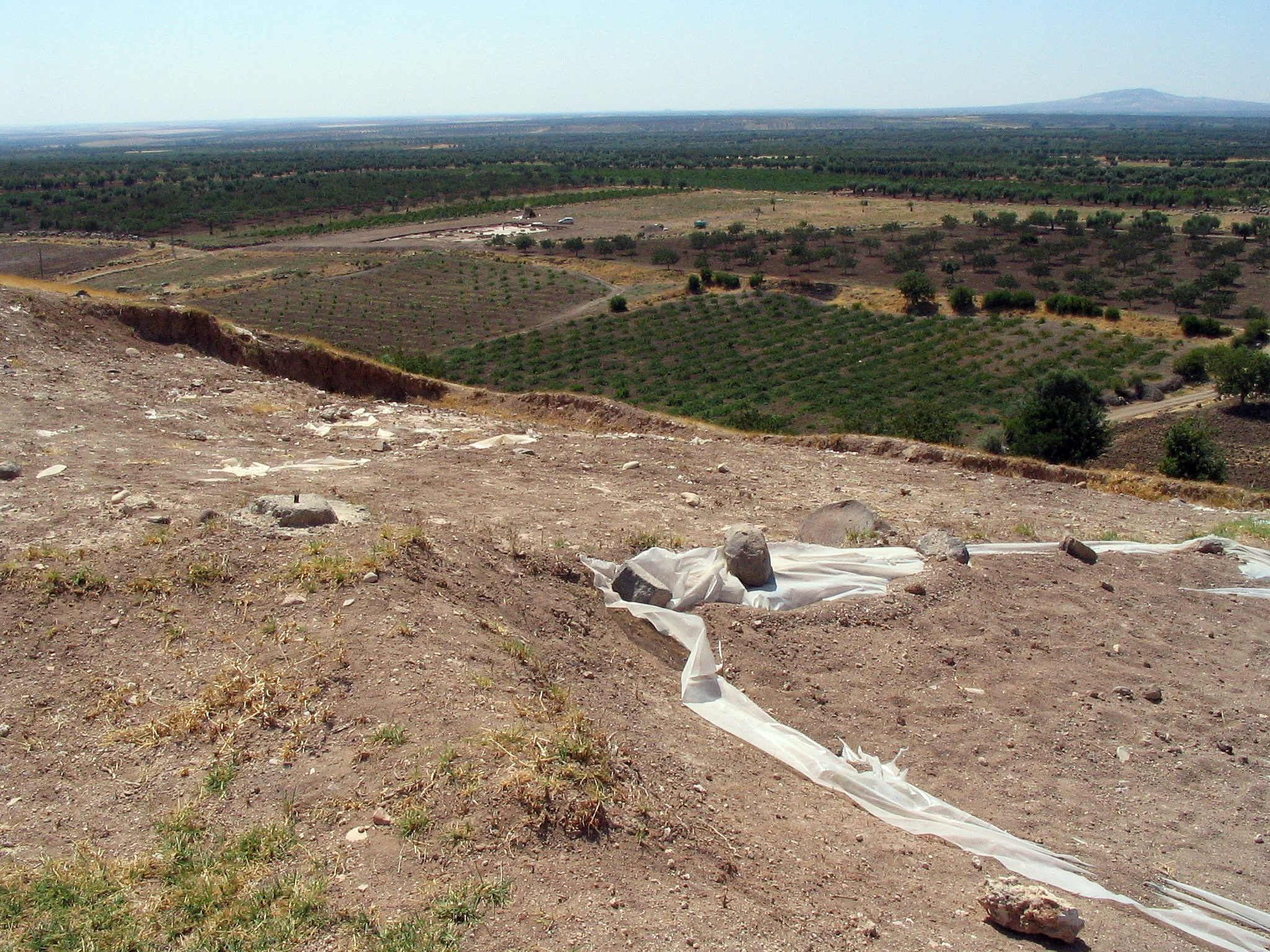
Ойлум Гоюк

У безпосередній близькості від міста є чисельні телі, що свідчить про те, що регіон був заселений протягом дуже тривалого часу. Найвідомішим та найкраще дослідженим є Ойлум Гоюк, який був заселений від неоліту до візантійських часів.
Назва Кіліс вперше була згадана в арабських писемних джерелах у 10 столітті та походить від назви «церква». Наприкінці XI століття Кіліс був завойований хрестоносцями, а пізніше потрапив під владу Аюбідів та єгипетських мамлюків. 
Коли регіон був завойований османським султаном Селімом I Явузом, Кіліс все ще був селом. З 1519 року Кіліс був невеликим містечком з чотирма магаллями та приблизно 1500 мешканцями. 
Наприкінці 19 століття Кіліс належав до провінції Алеппо і налічував 20 тис. мешканців. Географ Віталь Куйне повідомляє, серед іншого, що у той час в місті було 47 п'ятничних мечетей, 12 менших мечетей, 4 монастирі дервішів, 24 медресе та 3 церкви.

## Населення
Станом на 2020 рік у місті мешкало 105,218 осіб.